# Cúa (Venezuela)
Cúa es una ciudad del centro de Venezuela, capital del Municipio Urdaneta, del Estado Miranda. Conocida como «La Perla del Tuy», la ciudad se encuentra en el área de la Gran Caracas conocida como los Valles del Tuy, que incluye otras ciudades importantes como Charallave, Ocumare del Tuy y Santa Teresa del Tuy; las otras áreas de la Gran Caracas incluyen a la Zona Metropolitana, Guarenas-Guatire, Altos Mirandinos y Litoral Central y una población según el censo de 2023 de 170 432 habitantes.

## Datos generales

### Toponimia y gentilicio
El término Cúa, según algunos historiadores está asociado con Apacuana valiente guerrera indígena que habitó estas tierras, y que luchó ferozmente contra los españoles. Otros opinan que ese nombre fue dado a la población en honor al aborigen Cue, aliado de los españoles, quien ayudó generosamente en la fundación y consolidación del pueblo.

### Ubicación
Se sitúa a 249 metros sobre el nivel del mar y su temperatura promedio anual sobrepasa los 25 grados centígrados. En total posee 273 km² y una población de 135.434 habitantes (censo 2016) 
Sus límites son por el norte con los municipios Cristóbal Rojas (Parroquia Charallave) y Guaicaipuro (Parroquia Paracotos), por el sur con el municipio San Casimiro (estado Aragua), por el este con el municipio Tomas Lander (parroquias Santa Bárbara y Ocumare del Tuy) y por el oeste con el municipio Guaicaipuro (parroquia Tácata).
Cúa se encuentra a solo 60 km del centro de Caracas tomando la avenida Perimetral de Charallave enlazando con la Autopista Regional del Centro, y a 30 minutos de la estación terminal Caracas del sistema ferroviario. Además, se encuentra a solo 80 kilómetros de La Guaira, zona donde se encuentra el principal aeropuerto del país, y el puerto del mismo nombre; también se ubica a 10 kilómetros al sur de Charallave, a 12 kilómetros al oeste de Ocumare del Tuy y a 100 kilómetros de Maracay, capital del estado Aragua, estado de la cual el Municipio Urdaneta es vecino.

### Historia

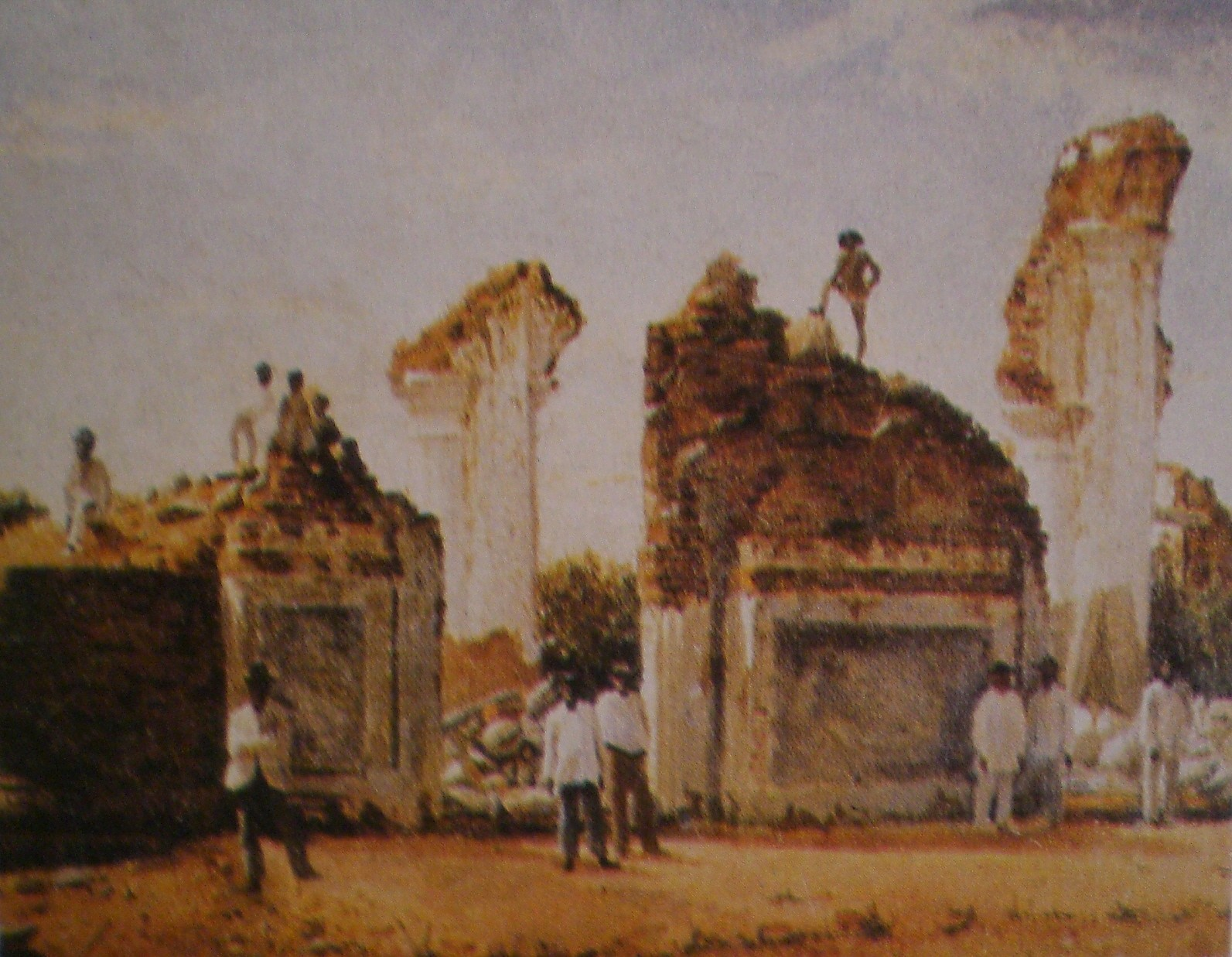
Ruinas de Cúa después del Terremoto de 1812, por el pintor cueño Cristóbal Rojas

Los primeros asentamientos del pueblo de Cúa, siendo los primeros pobladores los indios Quiriquíres; Cúa, la que llamarán «La Perla del Tuy», está ubicada a orillas del Río Tuy
Sus primitivos habitantes provinieron de diferentes razas y clases sociales motivados por el único fin de la agricultura y la cría. Debido a la fertilidad y estratégica ubicación del valle, se instalaron sementeras y haciendas de cacao que se fueron expandiendo aún después de la fundación del pueblo; hecho ocurrido el 6 de octubre de 1690 por el fray Manuel de Aleson, bajo la advocación de Nuestra Señora del Rosario de Cúa. No obstante, este pueblo había sido fundado inicialmente en el sitio conocido como Marín, a una milla del lugar donde se encuentra actualmente, con dirección Norte cercano al año 1633; pero esta primogénita villa fue destruida en su totalidad por un violento sismo que asoló gran parte de los Valles del Tuy.

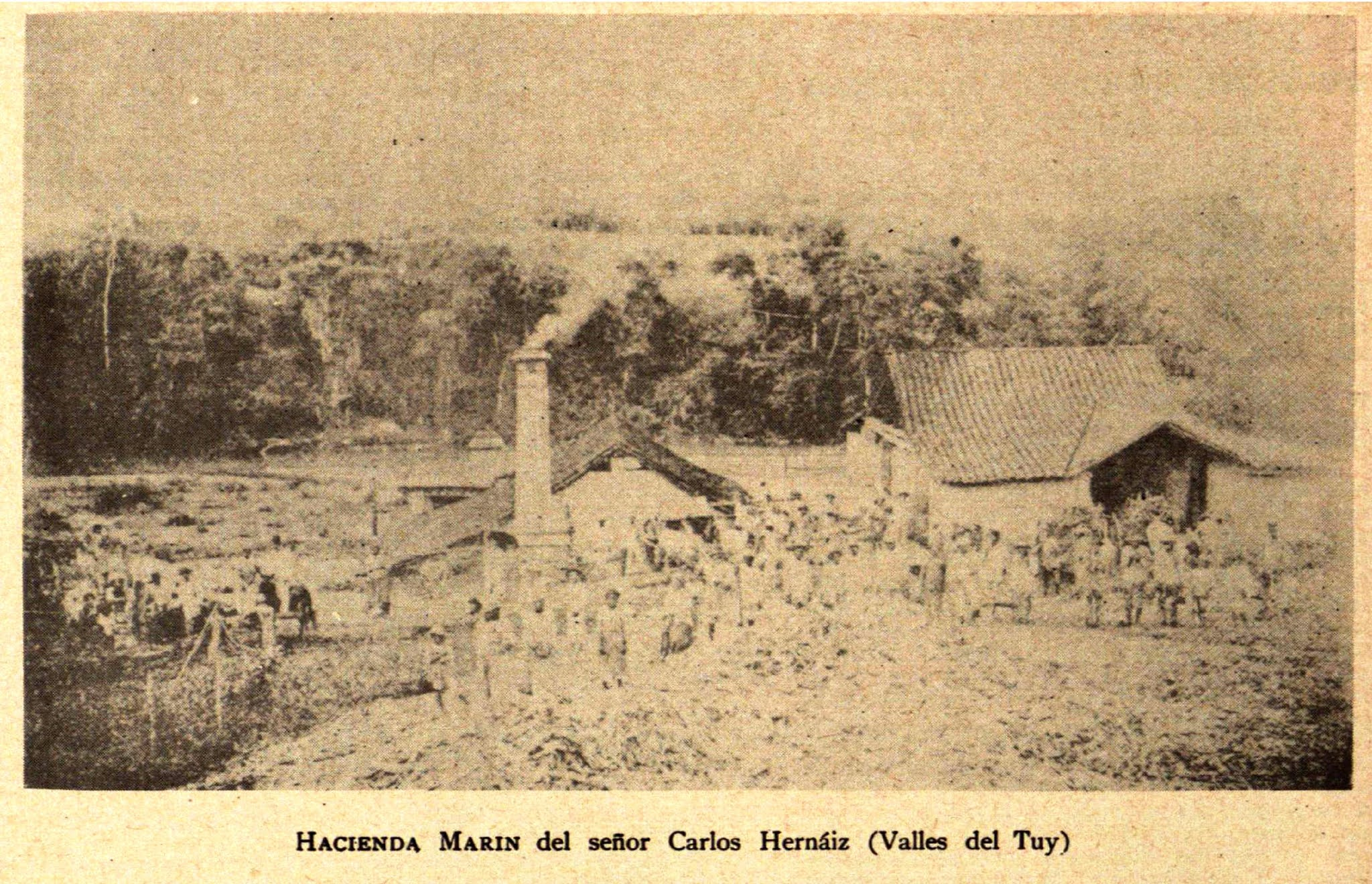
Hacienda Marín de Cúa en 1894.

En 1878 en los valles del Tuy ocurrió un fuerte terremoto con epicentro en Cúa pero que afecto a otras localidades, Charallave, Ocumare, Yare, Santa Lucía y otras poblaciones sufrieron daños como consecuencia de un fuerte temblor. En 1998 ocurrió el Secuestro en Cúa.
En la actualidad, Cúa al igual que otras localidades de los Valles del Tuy, es una ciudad satélite de Caracas, ya que gran parte de su población trabaja y estudia en la capital de Venezuela. La posibilidad de comprar o alquilar vivienda a un menor precio que en Caracas, y la conexión con la capital a partir de la inauguración del sistema de ferrocarril, ha potenciado el desarrollo de abundantes proyectos habitacionales y el incremento de la población en Cúa.

### Fiestas
Las actividades culturales están ligadas directamente a las religiosas, como lo son la celebración de la patrona de Cúa Nuestra Señora del Rosario los días 6 y 7 de octubre de cada año, día de la fundación; los Toros Coleados; el Día de la Resistencia Indígena; los tambores de San Juan, entre otros.

### Lugares de interés

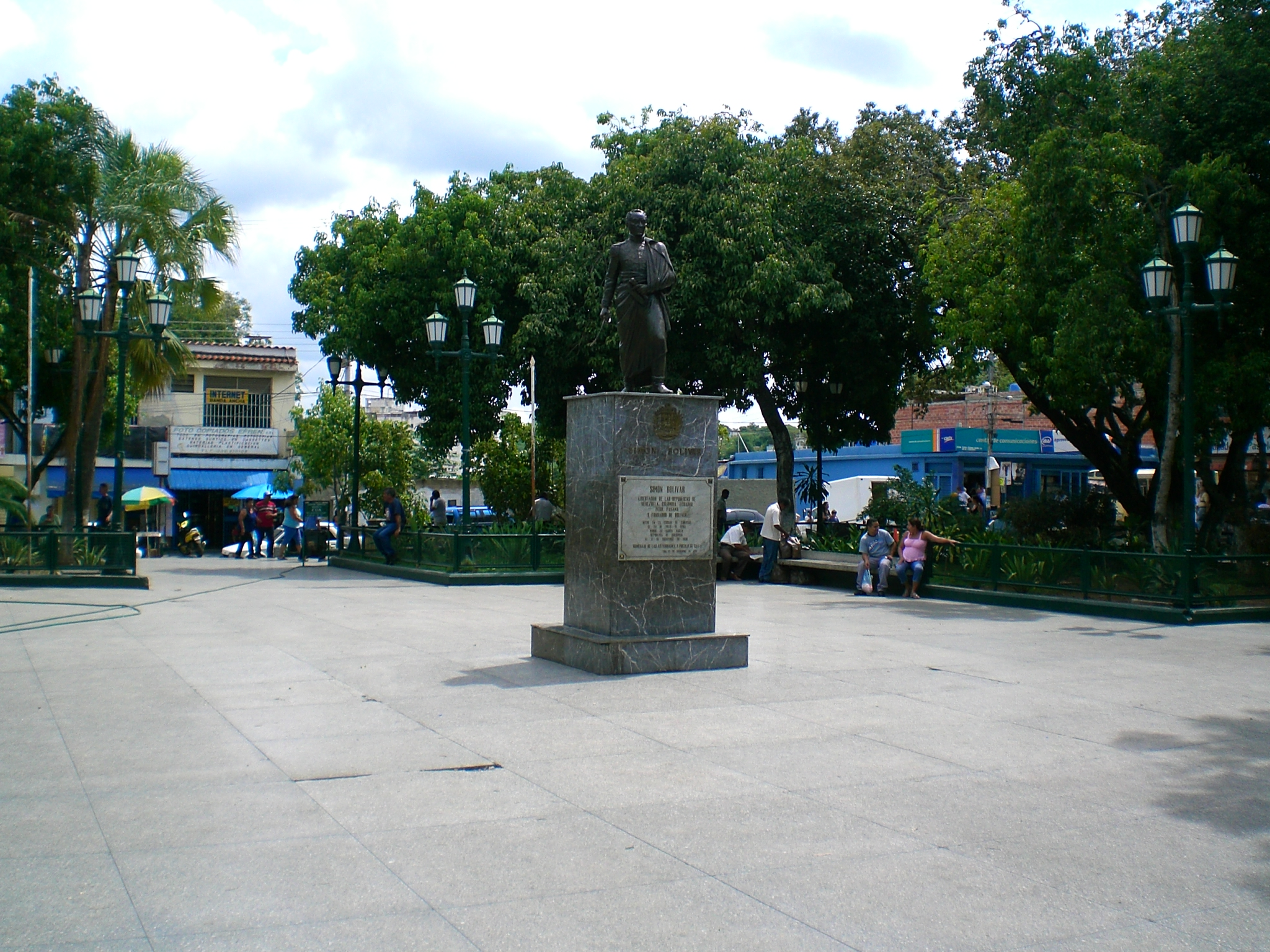
Plaza Bolívar

La más relevante es el Santuario de la Virgen de Betania, la cual queda a cinco minutos del centro de Cúa, en la vía de los llanos que va hacia San Casimiro. También en la Ciudad se encuentra la casa natal del General Ezequiel Zamora.
Cúa, al estar tan cercana a otras ciudades de la subregión de Los Valles del Tuy cuenta con numerosos clubes campestres, posadas, moteles, restaurantes, parques naturales y clubes privados familiares pudiendo resaltar el Club Santa Marta, Camino Real, Los Galvis, El Grande del Tuy, El Fogón de Doña Rosa, El Oasis del Tuy, EL CHORIZO, entre otros; acotando también que se encuentra en el municipio el poblado de La Magdalena, sitio turístico y zona de desarrollo endógeno, ubicado en la parte más alta del municipio en donde se consiguen restaurantes y miradores con vistas a la espléndida vegetación de la región. 
Tiene varios centros comerciales de mediana importancia como El Colonial, Charlesville, Sorasisol, la Gruta, Casal, Betania y Jesús de Nazareth ubicado frente a la Plaza Zamora. También destacan ambientes naturales como La cueva La Plácida en La Magdalena y el Cerro el Marín.

### Clima
| Parámetros climáticos promedio de Cúa                            | Parámetros climáticos promedio de Cúa | Parámetros climáticos promedio de Cúa | Parámetros climáticos promedio de Cúa | Parámetros climáticos promedio de Cúa | Parámetros climáticos promedio de Cúa | Parámetros climáticos promedio de Cúa | Parámetros climáticos promedio de Cúa | Parámetros climáticos promedio de Cúa | Parámetros climáticos promedio de Cúa | Parámetros climáticos promedio de Cúa | Parámetros climáticos promedio de Cúa | Parámetros climáticos promedio de Cúa | Parámetros climáticos promedio de Cúa |
| Mes                                                              | Ene.                                  | Feb.                                  | Mar.                                  | Abr.                                  | May.                                  | Jun.                                  | Jul.                                  | Ago.                                  | Sep.                                  | Oct.                                  | Nov.                                  | Dic.                                  | Anual                                 |
| ---------------------------------------------------------------- | ------------------------------------- | ------------------------------------- | ------------------------------------- | ------------------------------------- | ------------------------------------- | ------------------------------------- | ------------------------------------- | ------------------------------------- | ------------------------------------- | ------------------------------------- | ------------------------------------- | ------------------------------------- | ------------------------------------- |
| Temp. máx. media (°C)                                            | 30.8                                  | 32.0                                  | 33.4                                  | 34.3                                  | 33.6                                  | 32.1                                  | 31.4                                  | 31.9                                  | 32.7                                  | 32.8                                  | 32.3                                  | 30.8                                  | 32.3                                  |
| Temp. media (°C)                                                 | 24.7                                  | 25.5                                  | 26.8                                  | 27.9                                  | 27.9                                  | 27.0                                  | 26.4                                  | 26.5                                  | 27.0                                  | 27.0                                  | 26.6                                  | 25.2                                  | 26.5                                  |
| Temp. mín. media (°C)                                            | 18.6                                  | 19.0                                  | 20.1                                  | 21.5                                  | 22.2                                  | 22.0                                  | 21.4                                  | 21.2                                  | 21.3                                  | 21.2                                  | 20.8                                  | 19.5                                  | 20.7                                  |
| Humedad relativa (%)                                             | 68.8                                  | 68.1                                  | 65.9                                  | 66.3                                  | 68.7                                  | 70.9                                  | 72.3                                  | 71.5                                  | 69.7                                  | 69.6                                  | 70.4                                  | 69.5                                  | 69.3                                  |
| Fuente: Instituto Nacional de Meteorología e Hidrología (INAMEH) |                                       |                                       |                                       |                                       |                                       |                                       |                                       |                                       |                                       |                                       |                                       |                                       |                                       |

## Administración y política

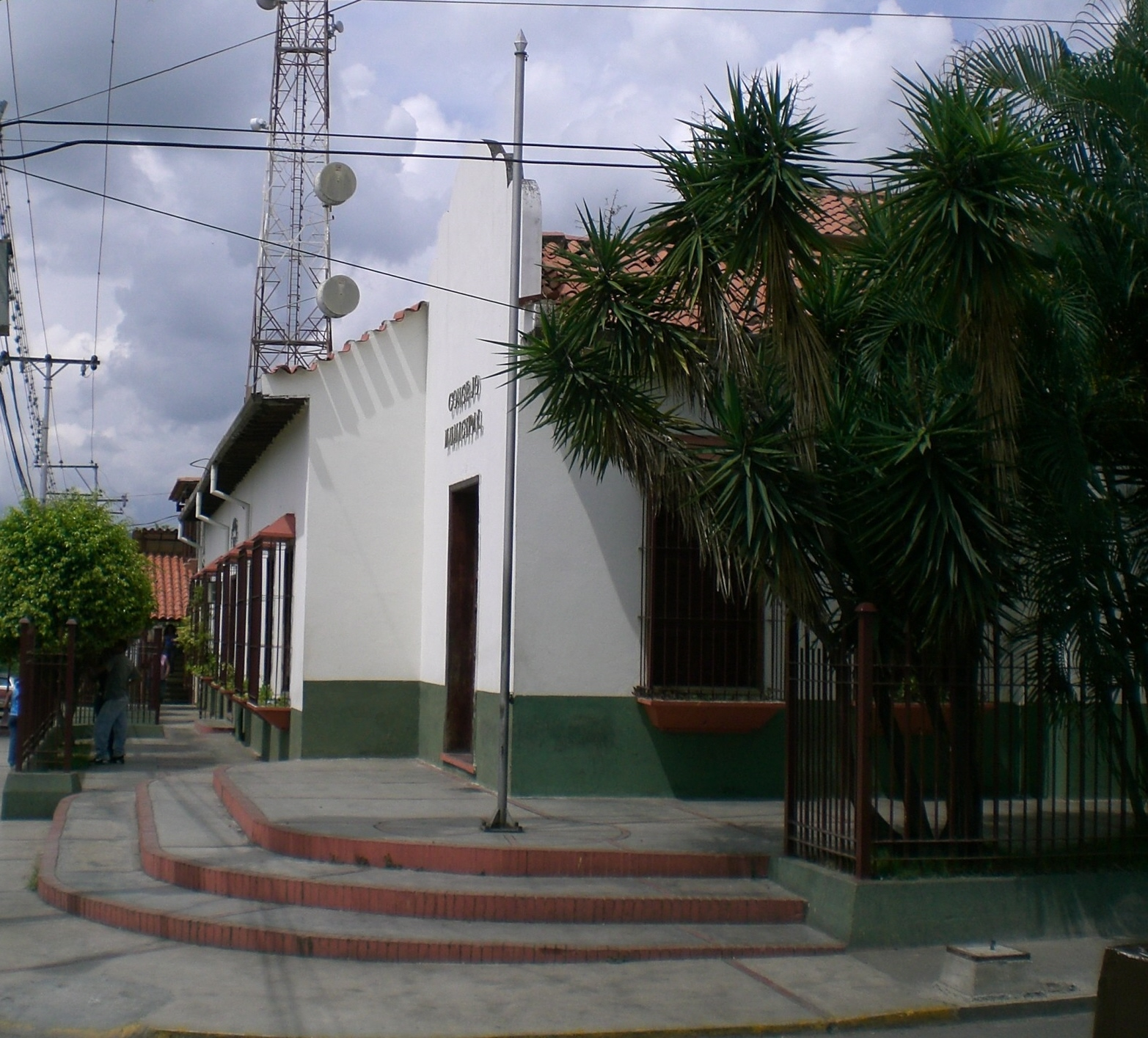
Concejo Municipal de Cúa

### Alcaldía
Actualmente su alcalde es Jonatan Herrera del Partido Socialista Unido de Venezuela (PSUV), electo el 21 de noviembre de 2021 para el período 2021-2024.

### Organización territorial
División territorial de la ciudad: 
- Parroquia Cúa:

Con Las Urbanizaciones: Lomas de Betania, Quebrada de Cúa, Las Brisas de Cúa, La Morita, Loma Linda Country, Lecumberry, Santa Rosa, Las Mesetas, Las Villas Country, Colinas de Santa Bárbara, Santa Cruz, Villa Falcón, Urbanización Cristòbal Rojas (Pinto Salinas), El Poncigue, Cima de Cùa, Antonio José de Sucre, Las Terrazas, Urb. Colinas de Cúa, Ciudad Zamora; Los sectores de: La Fila, Salamanca, terrazas de Salamanca, Vista Hermosa, La Vega, El Limón, Pueblo Nuevo, Cujicito, Aparay, San Ignacio I y II, La Laguna, 19 de abril, Las Mercedes, Colonia Tovar, San Antonio; los caseríos de: Mume, Los Rosales, La Culebra, La Mata, Altos de Tovar.
- Parroquia Nueva Cúa:

Antes de la parroquia Nueva Cúa se encuentra el sector el Conde, también llamado «El condito», el cual es un conjunto de viviendas de clase media-baja, en este sector, apartado de las viviendas del "Conde", se encuentra también la urbanización colinas de Santa Bárbara y en frente de ésta se encuentra la concretera COLOCA y el conjunto residencial Valle Humbolt. La parroquia Nueva Cúa está conformada por los Bloques, la urbanización Ciudad Hermosa, el sector Rosa Mística, Siempreviva, Sutil, sector 2 viposa parte baja, el sector San Miguel y poblados rurales como Portachuelos, Aragüita, La Palmita, La Palma, El Bagre. 
- Quebrada de Cúa

Está conformada por el sector del mismo nombre, el cual es un área habitacional conformado por edificios en su totalidad y urbanizaciones aledañas entre las que se encuentran el Mirador del Bosque.

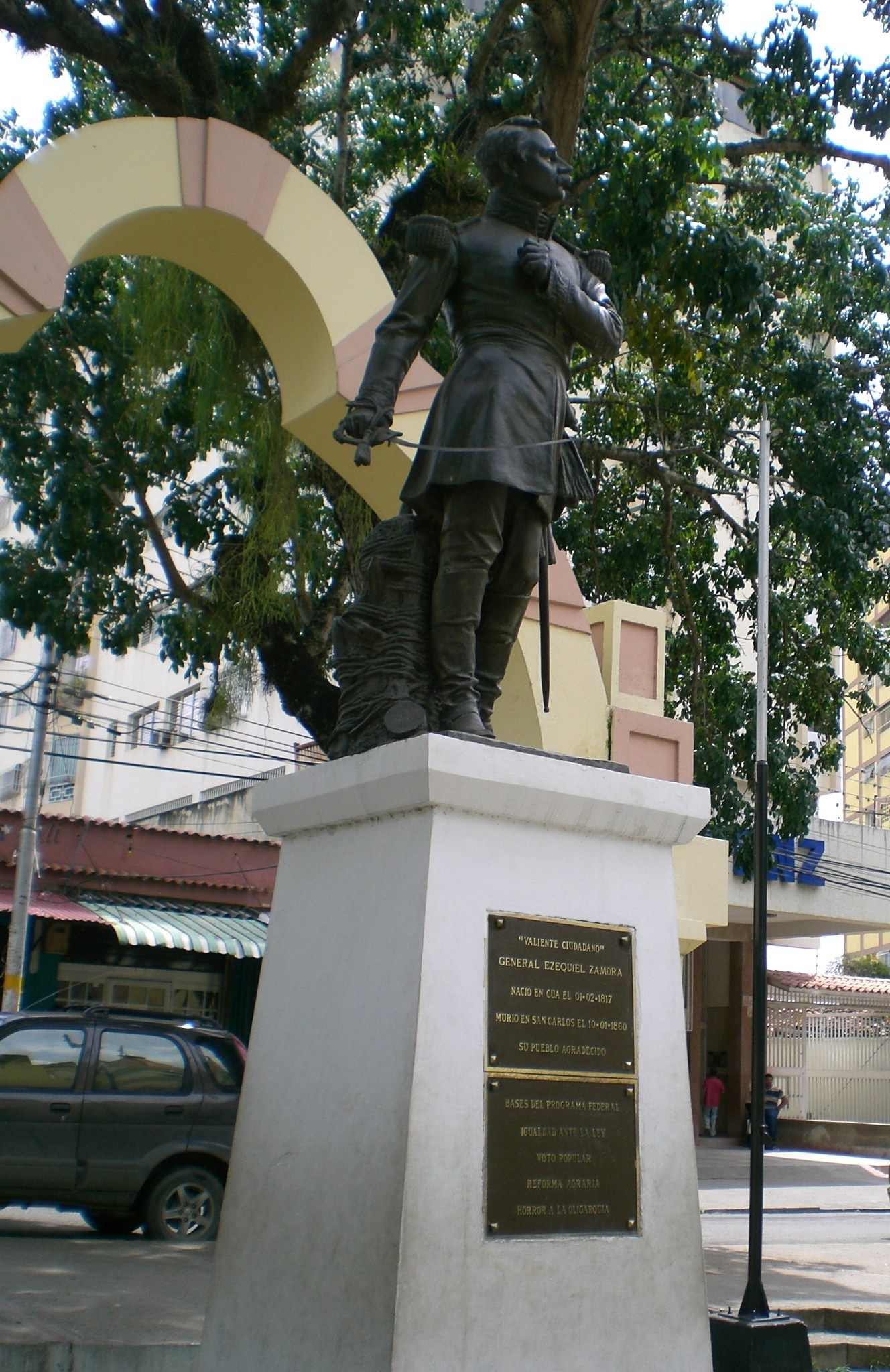
Estatua de Ezequiel Zamora en la plaza del mismo nombr

## Empresas e industrias
En Cúa encontramos algunas zonas industriales de mediana importancia, como la Zona Industrial Marín, ubicada en la carretera Cúa-San Casimiro. La ciudad alberga empresas como PAVCO, INFRA, KRUSKO y FAACA, así como el complejo tecnológico Ezequiel Zamora, ubicado en Ciudad Zamora.

## Transporte

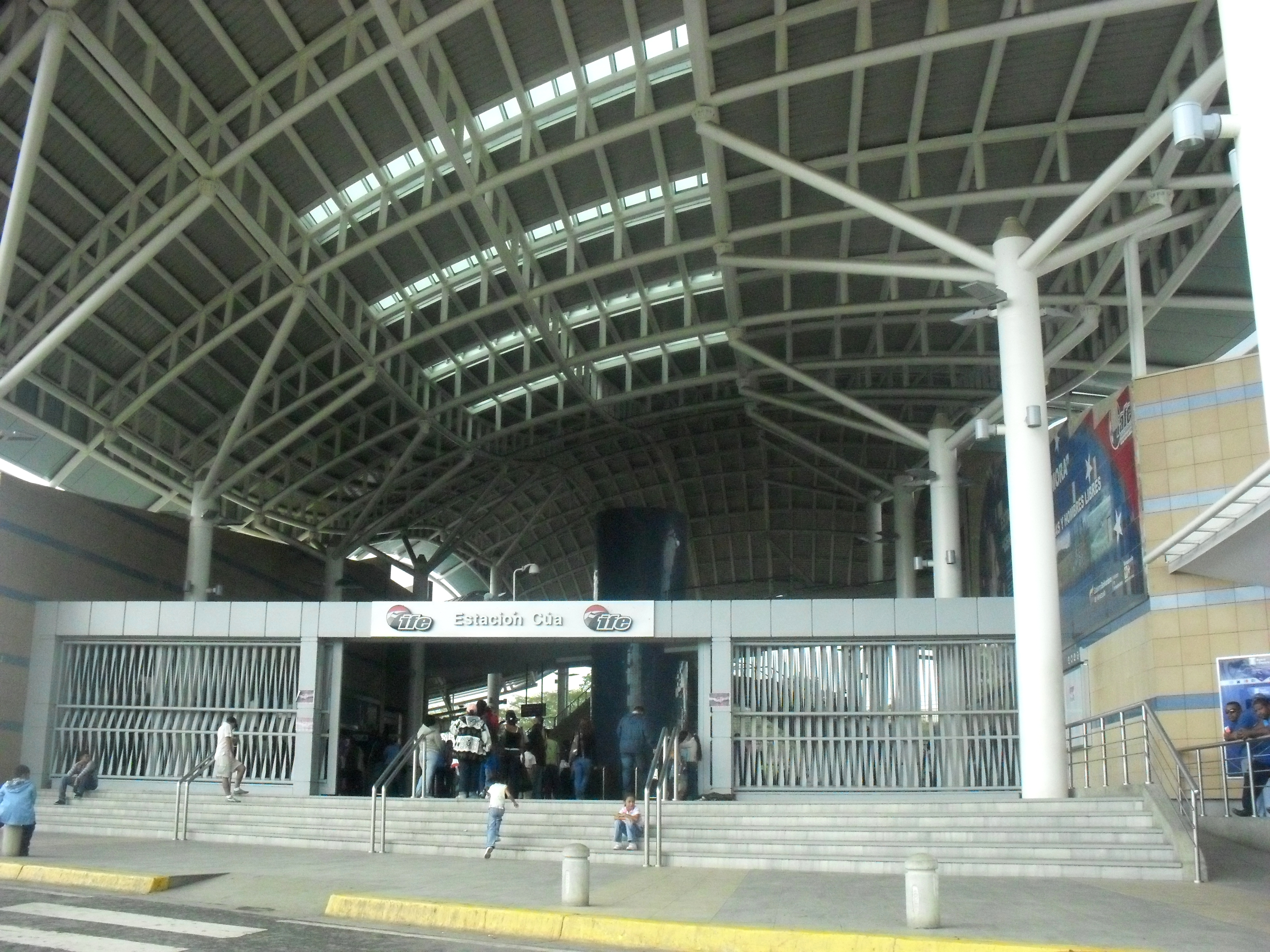
Vista de la Estación Cúa, del Ferrocarril Caracas-Cua

### Transporte por carretera
Las principales vías de comunicación son la carretera Charallave-Cúa que comunica a esta ciudad con el resto de los Valles del Tuy y Caracas, además de la conexión con la Autopista Regional del Centro; la carretera de los llanos que conduce a los llanos centrales (Guárico), la carretera vía Ocumare y la carretera hacia Tácata.

### Transporte por ferrocarril
Cúa cuenta ya con la estación terminal del Ferrocarril Caracas-Tuy, acercando a estas dos ciudades a solo 30 minutos y que integra los Valles del Tuy a Caracas contándose así a Cúa como parte del Área Metropolitana de Caracas. El sistema de Ferrocarriles Caracas-Cua 
posee el túnel ferroviario más largo de Latinoamérica.
El Sistema Ferroviario Nacional la (SFN) de Venezuela que, según la Constitución de 1999, es prioridad de la nación tiene como órgano ejecutor y encargado al Instituto de Ferrocarriles del Estado (IFE) adscrito al Ministerio del Poder Popular para Transporte y Comunicaciones. Actualmente la administración del tramo Caracas-Cua sufre constantes retrasos por falta del debido mantenimiento por parte de las autoridades encargadas.
Se proyecta que el Sistema Ferroviario Nacional tiene una finalización prevista en un plazo de 20 años. Se prevé su alcance alrededor de los 13.600 km en rieles, uniendo los cuatro puntos cardinales de Venezuela. Permitirá la desconcentración de las ciudades, una mejor movilización económica, impulsará el turismo interno y un mejor mantenimiento y construcción de carreteras y autopistas.